# Шушань (Гаосюн)
Шушань (кит. трад.: 壽山, також широко відома англійською як Мавпяча гора або Пагорб мавп, японською як Котобукі-яма) — гора в районі Гушань, Гаосюн, Тайвань, на північ від головного входу в гавань Гаосюн. У XVII столітті голландці назвали її Пагорб Мавп, щоб описати багато формозьких скельних макак на цій горі. Він також називається Чайшань (柴山) і включає в себе Зміїний пагорб (蛇山 — термін XVII століття) у своїй північній частині та Пагорб довгого життя (яп. 壽山)  –  названий японцями в 1911—1915 роках на честь кронпринца Хірохіто  –  в південній частині. На деяких старих картах вершина пагорба називається «Голова Сарацина» . Зараз це природний парк, де можна побачити біологічне різноманіття.

## Історія
Шушань — одна з найдавніших руїн цивілізації, заснована в Гаосюні, що датується 4000-5000 роками тому. Військові об'єкти були побудовані під час правління Цін протягом 17 і 18 століття та японського правління з 1895 по 1945 рік. Зараз це частина національного природного парку Шушань і є туристичною визначною пам'яткою.

### Історичні пам'ятки

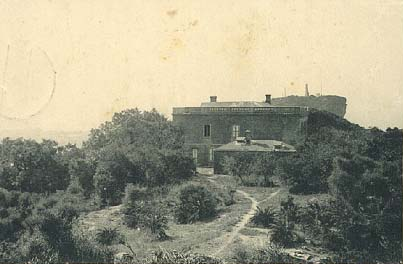
Колишнє британське консульство в Такао

- Колишнє британське консульство в Такао було засновано в 1865 році як торговий центр між китайцями та англійцями. Зараз воно є історичною пам'яткою.[3]
- Сізіван. Розташована біля південного підніжжя гори та з видом на Тихий океан, Сізіван є природною гаванню, яка є головною туристичною визначною пам'яткою Гаосюна завдяки своїм океанським пейзажам.
- Національний університет імені Сунь Ятсена. Уперше заснований у 1924 році Сунь Ятсеном у Гуанчжоу як навчальний заклад, заснований на його демократичних ідеалах, університет був відновлений у Сізівані у 1980 році.

## Екологія

### Життя рослин
Незважаючи на його статус вторинного лісу, у Шушані зростає понад 800 видів рослин, а його тропічний клімат забезпечує відповідне місце для зростання та різноманітності видів. Відомі види становлять:
- Dendrocnide meyeniana (китайською «плід, укушений собакою») — відомий висипаннями, які він може викликати на шкірі людини.
- Шовковиця паперова
- Баньян

### Види тварин

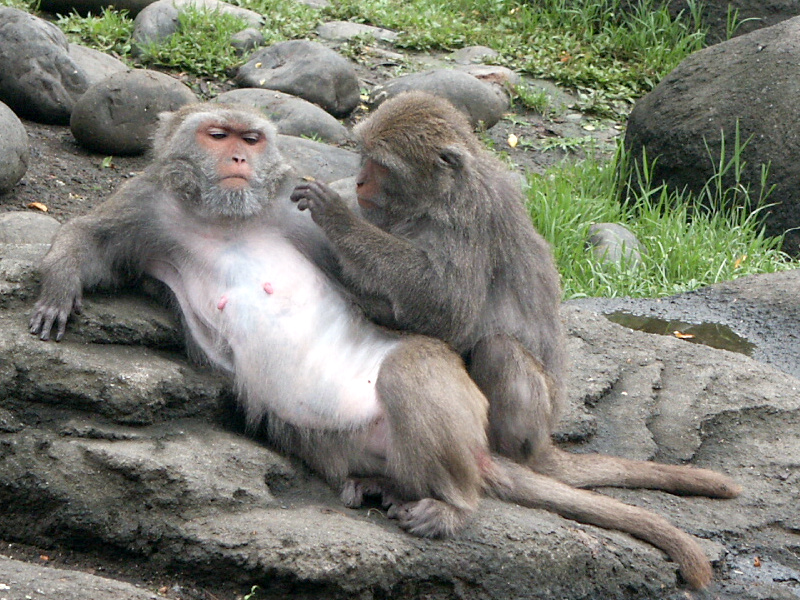
Формозькі скельні макаки

У Шушані проживає 5 видів земноводних, 24 види рептилій, 106 птахів і 8 ссавців. Відомі види становлять:
- Формозька скеляста макака, рідкісна тварина, що зустрічається лише на Тайвані.
- Цівета гімалайська
- Тимельовець китайський
- Troides aeacus, метелик-махаон, зустрічається лише на Тайвані та в Китаї

## Географія
Шушань розташований на півдні Тайваню в околицях Гаосюна, що простягається через район Гушань. 5,5 кілометрів завдовжки з півночі на південь і 2,5 кілометри завширшки зі сходу на захід із загальною площею близько 485 гектарів. З точки зору висоти Шушан сягає максимальної висоти приблизно на 365 метрів над рівнем моря. Шушань, що простягається від північного району Цзоїн до південної вершини Сизіван, є найбільшою та найвидатнішою пам'яткою Гаосюна.

### Клімат
Клімат Шушану відноситься до тропічного стандарту, із середньою річною температурою 25,1 градуса Цельсія, найнижчою температурою 19,1 градуса в січні та найвищою температурою 29,1 градуса в серпні. Річна кількість опадів становить до 1748,6 міліметрів, причому основний вологий сезон відбувається з червня по серпень.

## Геологія
Гора складається з коралових рифів і вапняку, що свідчить про те, що ландшафт піднімається над рівнем моря. Вапняк зазвичай складається з коралів, морських водоростей і раковин. Через підйом над рівнем моря ландшафт гори сильно постраждав від морської ерозії, що призводить до появи зубчастих скель і печер зі сталактитами.

### Печери
У горах і передгір'ях є велика кількість печер, багато з яких доступні. Чотири печери відкриті для відвідування протягом сухого сезону (з 1 листопада по 30 квітня), однак для доступу потрібен дозвіл від адміністрації національного природного парку Шушань.

## Відомість
Шушан — одна з гір, де жителі Гаосюна можуть побачити природні біологічні зразки за годину їзди. Існує розгалужена система пішохідних доріжок, які проходять навколо гори. Туристи можуть насолодитися чаєм на різних чайних станціях, розкиданих по стежках. Воду до чайних станцій приносять туристи, які приносять її зі станції зворотного осмосу внизу. З чайної станції на вершині гори туристи можуть побачити краєвиди Тайванської протоки крізь дерева.
Гора є заповідником формозьких скельних макак. Тисячі цих мавп живуть на горах, дошкуляючи туристам, які мають із собою їжу.

## Доступ
На схід від зоопарку Шоу Шань є вхід до гори, а також один біля будівлі коледжу вільних мистецтв у Національному університеті імені Сунь Ятсена.
Є ще три точки доступу до гори вздовж дороги Гушань. Найпівденніша розташована біля храму Юань Хен; друга за муніципальною старшою середньою школою Гаосюн Ку Шан; а найпівнічніша розташована біля храму Лун Цюань, біля перехрестя з Сіньцзян-роуд.